# Sol sostenido menor
Sol sostenido menor (abreviatura en sistema europeo Sol♯m y en sistema americano G♯m) es la modalidad que consiste en la escala menor de sol sostenido, y contiene las notas sol sostenido, la sostenido, si, do sostenido, re sostenido, mi, fa sostenido y sol sostenido;. Su armadura contiene 5 sostenidos. 
El Fa lleva un doble sostenido cuando esta escala es del tipo Modo menor armónica.
Su tonalidad relativa es si mayor, y su tonalidad homónima es sol sostenido mayor que acostumbra ser reemplazada por la bemol mayor, su equivalente enarmónico. Las alteraciones para las versiones melódicas y armónicas son escritas si son necesarias.
La equivalencia enarmónica de sol sostenido menor es la bemol menor.

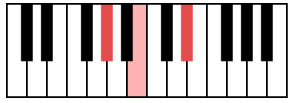
El acorde de triada: sol♯-si-re♯.

## Usos
La séptima sinfonía del compositor ruso Nikolái Miaskovski quizás sea la única sinfonía en Sol sostenido menor. 
La tonalidad es raramente usada en música orquestal más que para modular, pero es más común encontrarla en la música para piano, desde El clave bien temperado de Johann Sebastian Bach a las sonatas de Skriabin. Para la orquestación de música para piano, los teóricos recomiendan transportarla a sol menor o a la menor (una notable excepción sería Il Vecchio Castello de Cuadros de una exposición de Músorgski). Pero si Sol sostenido debe ser necesariamente usada, las partes de los instrumentos de viento en Si bemol serán escritos en si bemol menor antes que la sostenido menor.

## Obrasclásicasfamosas en esta tonalidad
- Sonata-fantasía - Skriabin
- Preludio Op. 32 nº 12 - Rajmáninov
- Estudio Op. 25 nº 6 "Terceras" - Chopin
- Estudio de Paganini nº 3 "La Campanella" - Liszt

- Datos: Q11160262
- Multimedia: G-sharp minor / Q11160262

| Tonalidad   | 7 ♭       | 6 ♭        | 5 ♭       | 4 ♭       | 3 ♭       | 2 ♭       | 1 ♭      | 0        | 1 ♯       | 2 ♯      | 3 ♯       | 4 ♯       | 5 ♯        | 6 ♯       | 7 ♯       |
| Modo mayor: | do♭ mayor | sol♭ mayor | re♭ mayor | la♭ mayor | mi♭ mayor | si♭ mayor | fa mayor | do mayor | sol mayor | re mayor | la mayor  | mi mayor  | si mayor   | fa♯ mayor | do♯ mayor |
| Modo menor: | la♭ menor | mi♭ menor  | si♭ menor | fa menor  | do menor  | sol menor | re menor | la menor | mi menor  | si menor | fa♯ menor | do♯ menor | sol♯ menor | re♯ menor | la♯ menor |

- Wikimedia Commons alberga una categoría multimedia sobre Sol sostenido menor.